# Charaxes bernardii
Charaxes bernardii är en fjärilsart som beskrevs av Minig 1977. Charaxes bernardii ingår i släktet Charaxes och familjen praktfjärilar. Inga underarter finns listade i Catalogue of Life.